# Davide Orecchio
Davide Orecchio (Roma, 1969) è uno scrittore italiano.

## Biografia
Ha esordito nella narrativa nel 2011 con le biografie reali e immaginarie di Città distrutte. In seguito ha pubblicato il romanzo Stati di grazia nel 2014, l'opera miscellanea attorno alla Rivoluzione russa Mio padre la rivoluzione del 2017 e i romanzi Il regno dei fossili nel 2019 e Storia aperta nel 2021. Ha pubblicato con Mara Cerri il libro illustrato per l'infanzia L'isola di Kalief (2021). Figlio di Oretta Bongarzoni e dello scrittore e giornalista Alfredo Orecchio e fratello dell'attrice Rossella Or, è storico di formazione e giornalista professionista . Scrive sul blog letterario Nazione Indiana e suoi racconti sono apparsi sulla rivista Nuovi Argomenti.

## Opere
- Città distrutte: sei biografie infedeli, Roma, Gaffi, 2011 ISBN 978-88-6165-107-4, nuova edizione: Milano, Il Saggiatore, 2018, ISBN 978-88-428-2451-0.
- Stati di grazia, Milano, Il Saggiatore, 2014 ISBN 978-88-428-1946-2.
- Mio padre la rivoluzione, Roma, Minimum Fax, 2017 ISBN 978-88-7521-825-6.
- Il regno dei fossili, Milano, Il Saggiatore, 2019 ISBN 978-88-428-2610-1.
- L'isola di Kalief (albo illustrato, con Mara Cerri), Roma, Orecchio Acerbo, 2021, ISBN 978-88-320-7058-3.
- Storia aperta, Milano, Bompiani, 2021, ISBN  978-88-301-0534-8.
- Qualcosa sulla terra, Massa, Industria & Letteratura, 2022, ISBN 979-1280987037
- Lettere a una fanciulla che non risponde, Bompiani 2024.

## Riconoscimenti
- Premio Supermondello e Mondello opera italiana 2012 (Città distrutte)[5].
- Premio Selezione Campiello 2018 (Mio padre la rivoluzione)[6].
- Finalista Premio Napoli 2012 (Città distrutte)[7] e 2018 (Mio padre la rivoluzione)[8].
- Finalista Premio Volponi 2012 (Città distrutte)[9].
- Finalista Premio Bergamo 2015 (Stati di grazia)[10], 2018 (Mio padre la rivoluzione)[11] e 2022 (Storia aperta)[12].
- Premio Lo Straniero-Gli Asini 2018 (Mio padre la rivoluzione)[13].
- White Raven Archiviato il 28 luglio 2022 in Internet Archive. 2021 (L'isola di Kalief)[14].
- Selezionato nella dozzina del Premio Strega 2022 (Storia aperta) [15].